# Canthidium nanum
Canthidium nanum là một loài bọ cánh cứng trong họ Bọ hung (Scarabaeidae).